# Río Linares (afluente del Alhama)
El río Linares, también llamado río Mayor en su tramo soriano, es un curso de agua del interior de la península ibérica que desemboca en el Alhama, que a su vez es afluente del Ebro por la margen derecha. Discurre por tierras de las provincias españolas de Soria y La Rioja.

## Recorrido y afluentes
El río nace en el puerto de Oncala (Soria), discurre y amplía su valle hasta confluir con el río Ventosa o Cañizar, antes de llegar a San Pedro Manrique. Desde dicho pueblo, pasando el abandonado Vea, hasta Villarijo, el río ha cerrado su cauce creando un cañón.
Entra en La Rioja por Valdeperillo, pasa por Cornago, Igea y Rincón de Olivedo hasta desembocar en el río Alhama cerca de la localidad de Ventas de Cervera poco después del polígono industrial de Cervera-Ventas, de camino al Ebro.
Sus afluentes son principalmente barrancos, yasas y arroyos, excepto el río Ventosa, que le aporta caudal en la cabecera del río. Entre los arroyos y barrancos que desembocan en el Linares están el Arroyo del Cañizar o río Vallaroso, los barrancos de la Canejada, Carnanzún, Peña Higuera, La Cañada o Regajo, entre otros. Este valle está especializado en la agricultura, con árboles frutales, olivos, almendros y muchos arbustos.
Este río en verano siempre suele tener agua, solamente se seca en algunos tramos como en Valdeperillo en la época de estío, pero vuelve a tener agua en Cornago (2 km). Su valle está formado por sierras muy secas, como la sierra de Alcarama o su pequeño cañón de escasa vegetación.
Se le conoce localmente por "el río más riojano".[cita requerida] Dicho nombre es debido a las grandes avenidas que tiene (5 m y más) y ha provocado grandes inundaciones. En Igea su última crecida les costó más de 5 millones de pesetas.[cita requerida]
Este río puede presumir de tener las aguas más limpias de toda La Rioja,[cita requerida] excepto en épocas de avenidas. Además este río es uno de los puntos que une físicamente la comarca soriana de Tierras Altas con la ribera riojana.

## Localidades que atraviesa
En su valle se encuentran los pueblos sorianos de Oncala, El Collado, San Pedro el viejo, San Pedro Manrique, Vea, Peñazcurna y Villarijo. También pertenecen al valle del Linares las localidades situadas en los diferentes afluentes sorianos como los del valle del río Ventosa, Huérteles, Montaves, Las Fuentes de San Pedro, Palacio de San Pedro y Ventosa de San Pedro; el valle del Regajo como Acrijos y Fuentebella; o en otros valles y vallejos como San Andrés de San Pedro, Navabedilla,  Matasejun, Sarnago, Taniñe,  Buimanco, Valdemoro de San Pedro Manrique y Armejún. 
Pasados los pueblos sorianos, el río se adentra en tierras riojanas. Al valle del Linares pertenecen las localidades situadas en sus afluentes como son los pueblos del valle del Cañizar como Muro de Aguas y Ambas Aguas, o del valle de la Canejada como Valdemadera, así como los que se encuentran en el propio curso del Linares como Valdeperillo, Cornago, Igea y por último Rincón de Olivedo.

## Historia
Aparece descrito en el décimo volumen del Diccionario geográfico-estadístico-histórico de España y sus posesiones de Ultramar de Pascual Madoz de la siguiente manera:

LINARES: r. y más propiamente arroyo, en la prov. de Logroño, part. jud. de Cervera del río Alhama: nace en el term. de Ocala ald. de San Pedro Manrique y corre de E. a O. Le cruza un hermoso puente de tres ojos siendo muy grande y elevado el del medio. durante su curso del leg. y 1/2 baña la mencionada ad. de San Pedro Manrique y Cornago y se incorpora al r. Alhama, cuyo nombre toma a corta distancia de los baños de Fitero.
(Madoz, 1847, p. 288)

También aparece descrito en el volumen titulado Diccionario Geográfico-histórico de España, sección II, comprende  la Rioja o toda la provincia de Logroño y algunos pueblos de la de Burgos del año 1846, escrito por Ángel Casimiro de Govantes.

LINARES: río; este río toma tantos nombres como pueblos por donde pasa hasta que se une al río Alhama. Nace en la falda norte de la cordillera de los montes Idubendas o Distercios, que demarcan la geografía de la provincia de La Rioja: se forma de varios arroyos que corren al E. del puerto de Oncala en las sierras conocidas con los nombres respectivos de sierras del Escudo, sierra Matarrebollo, puerto de Castelfrío, sierra de Cayo y sierra de Valtarejos. Va primero de S. a N. y después de S. N. a Nord. por la tierra y lugares de la villa de San Pedro Manrique, provincia de Soria y por los de Logroño, Cornago, Valdeperillo, Igea y Rincón de Olivedo, debajo del cual entra en el río Alhama por su margen O.
(Govantes, 1846, p. 104)